# Deutsche Kriegsgräberstätte Spicherer Höhen

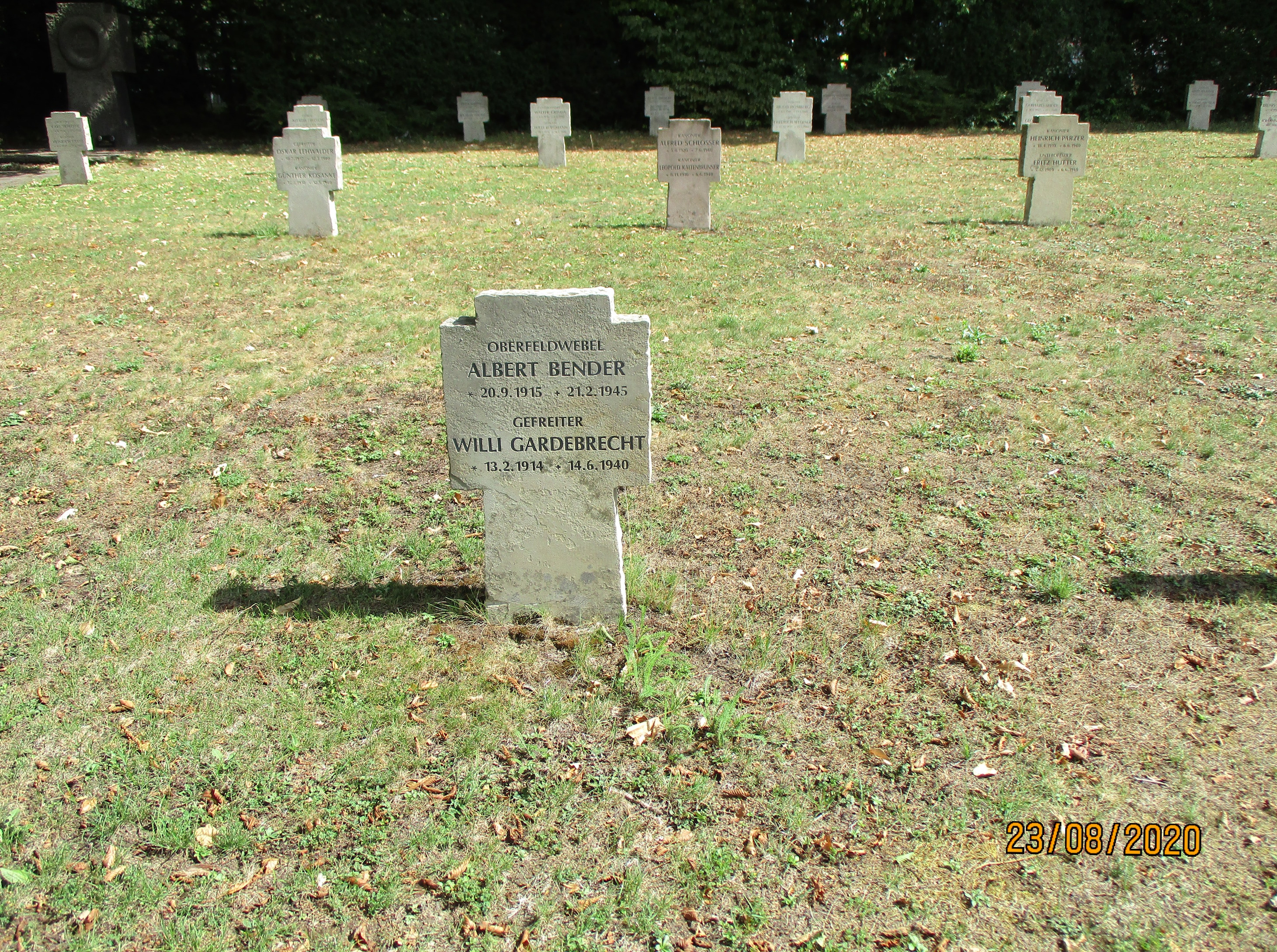
Deutscher Soldatenfriedhof. 1939–1945. Spicherer Höhe

Die Kriegsgräberstätte Spicherer Höhen ist ein Friedhof in Frankreich in der Gemeinde Spicheren im Département Moselle in der Region Grand Est (bis 2015 Lothringen). Auf dem Friedhof Spicherer Höhe ruhen 120 Gefallene des Zweiten Weltkriegs.

## Lage
Der Friedhof befindet sich an der D 32C, südlich von Saarbrücken auf französischem Staatsgebiet dicht an der Grenze.

## Kriegsgeschehen

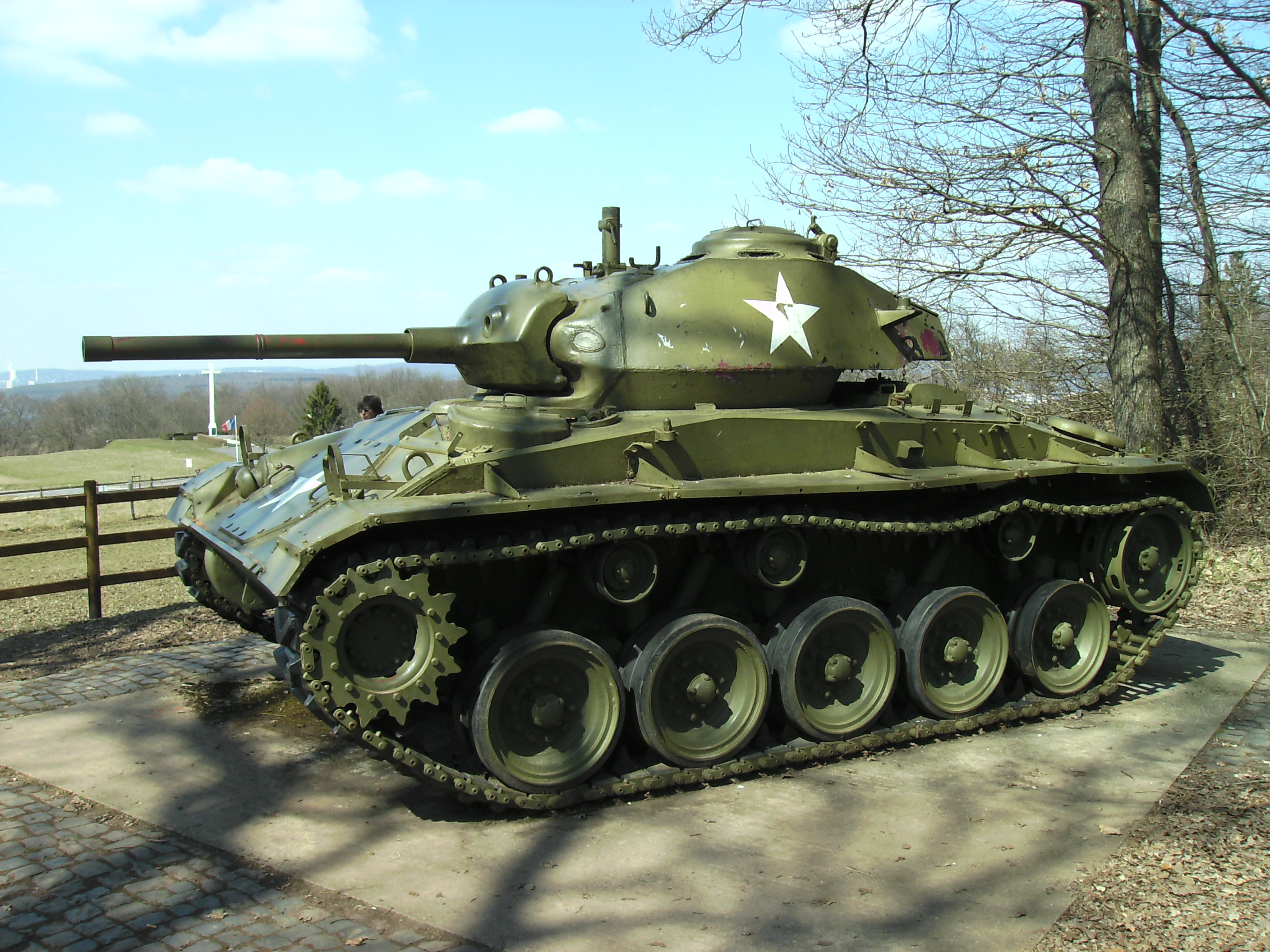
Panzerdenkmal (US-amerikanischer M24 Chaffee) des Zweiten Weltkriegs auf den Spicherer Höhen

Die deutschen Truppen besetzten im Zweiten Weltkrieg die Spicherer Höhen. Die Gefallenen aus dem Frontbereich wurden hier beigesetzt. Gefallene aus Feldgrabanlagen wurden nach dem Zweiten Weltkrieg zugebettet.

## Weitere Kriegsgräberstätten um Saarbrücken und Spicheren

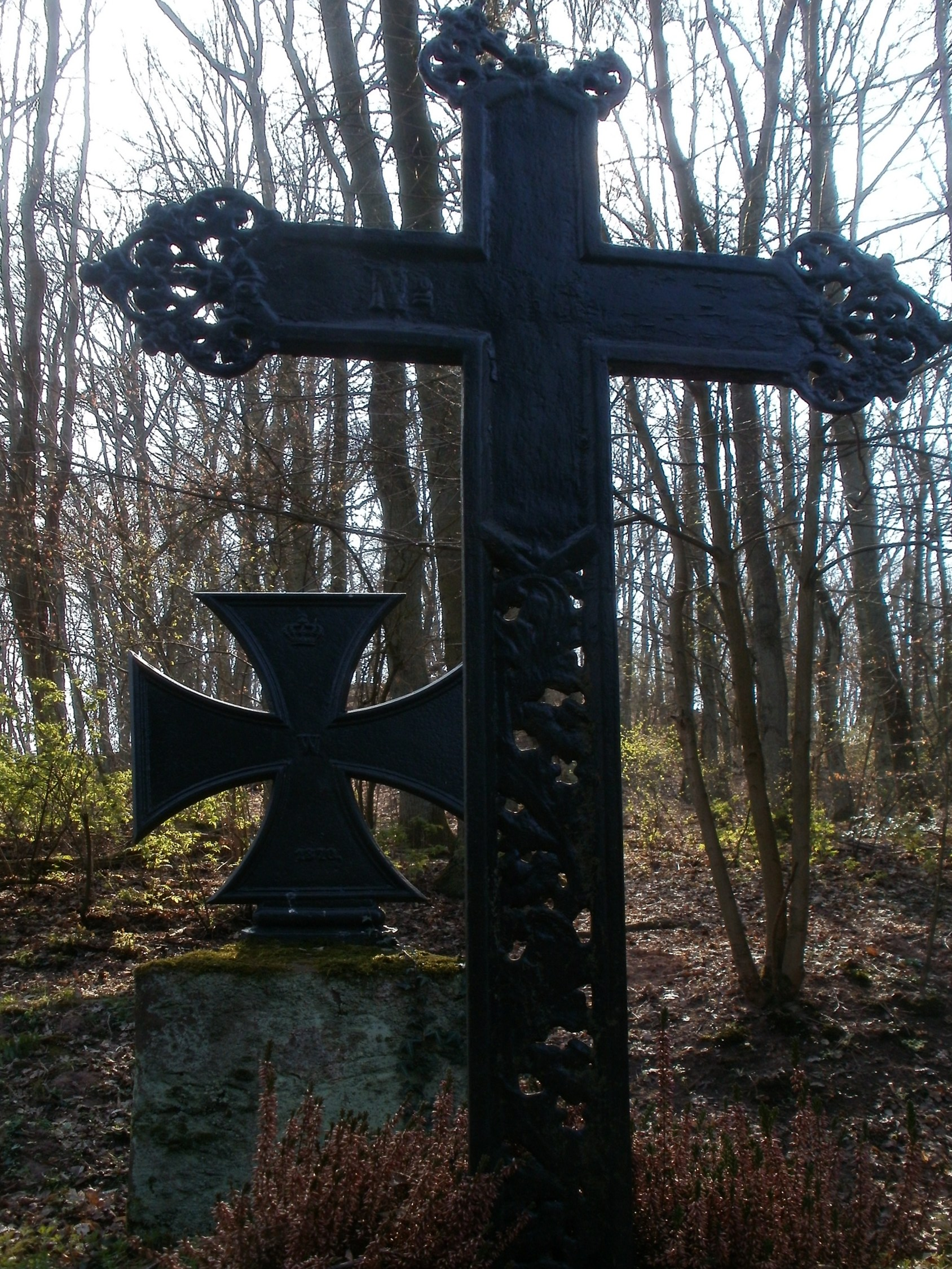
Soldatenfriedhof am Fuße des Spicherer Berges

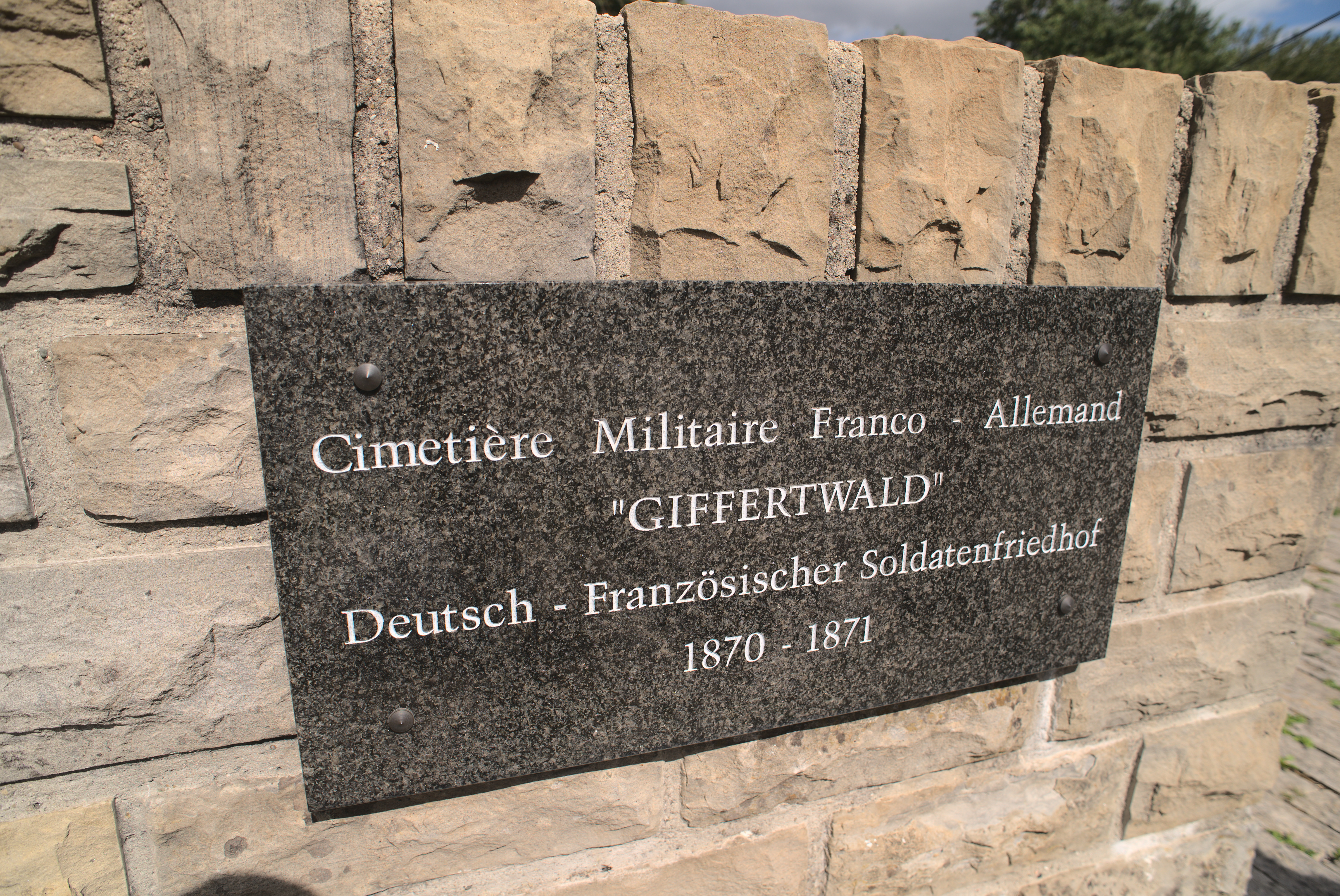
Namensschild der Deutsch-französische Kriegsgräberstätte Giffertswald

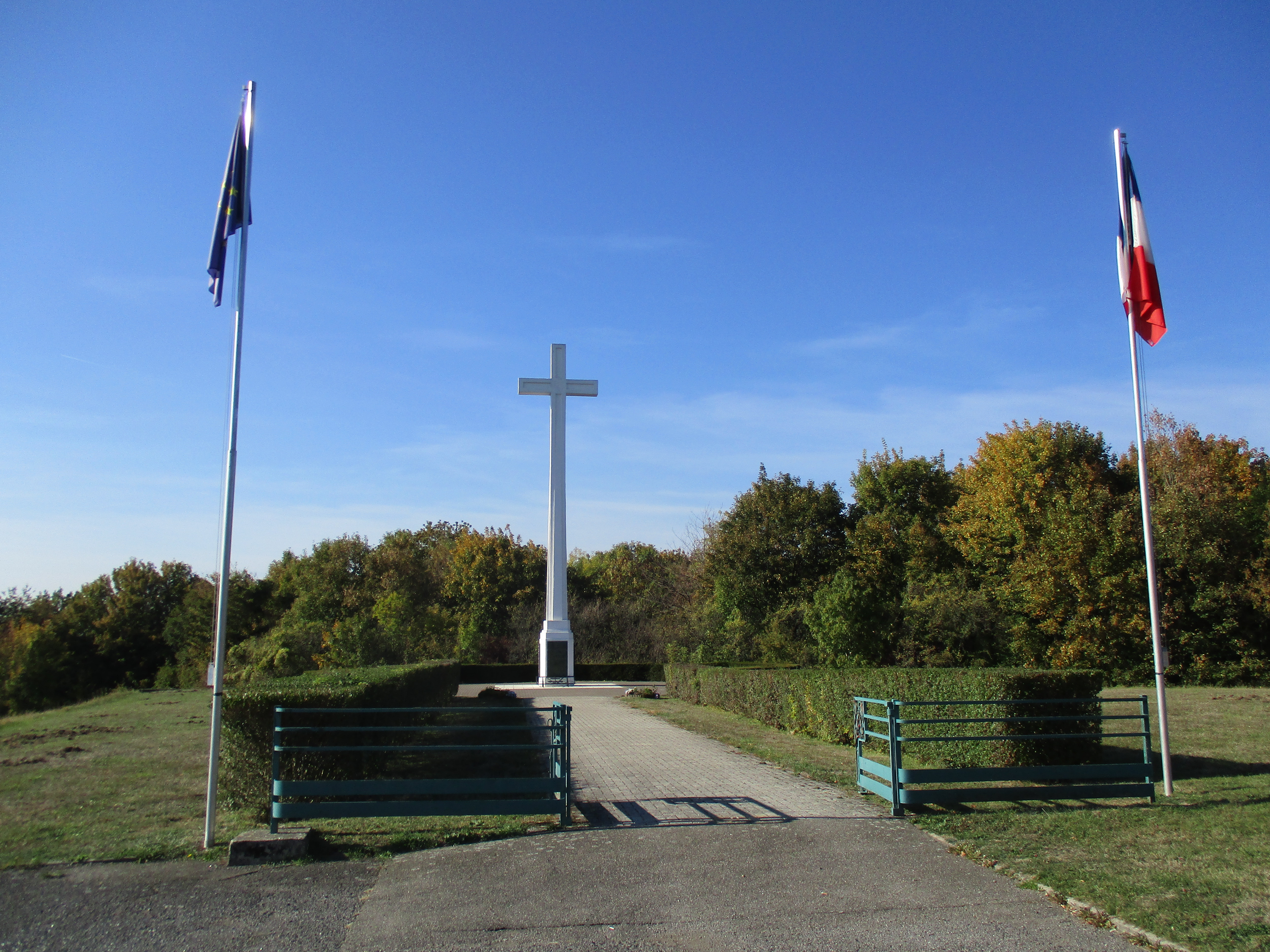
Kreuz zur Erinnerung an die französischen Soldaten, die am 6. August 1870 gefallen sind

Weitere Kriegsgräberstätten gibt es bis in das Saarbrücker Stadtgebiet hinein.
Um Spicheren, in Kerbach und in Stiring-Wendel sind Kriegsgräber und Mahnmale aus der Zeit der Schlacht bei Spichern des Deutsch-Französischen Kriegs sowie vom Zweiten Weltkrieg erhalten. Am Nordausgang von Spicheren befindet sich die Deutsch-französische Kriegsgräberstätte „Giffertwald“ des Krieges 1870/71.